# Prädikat Trockenbeerenauslese

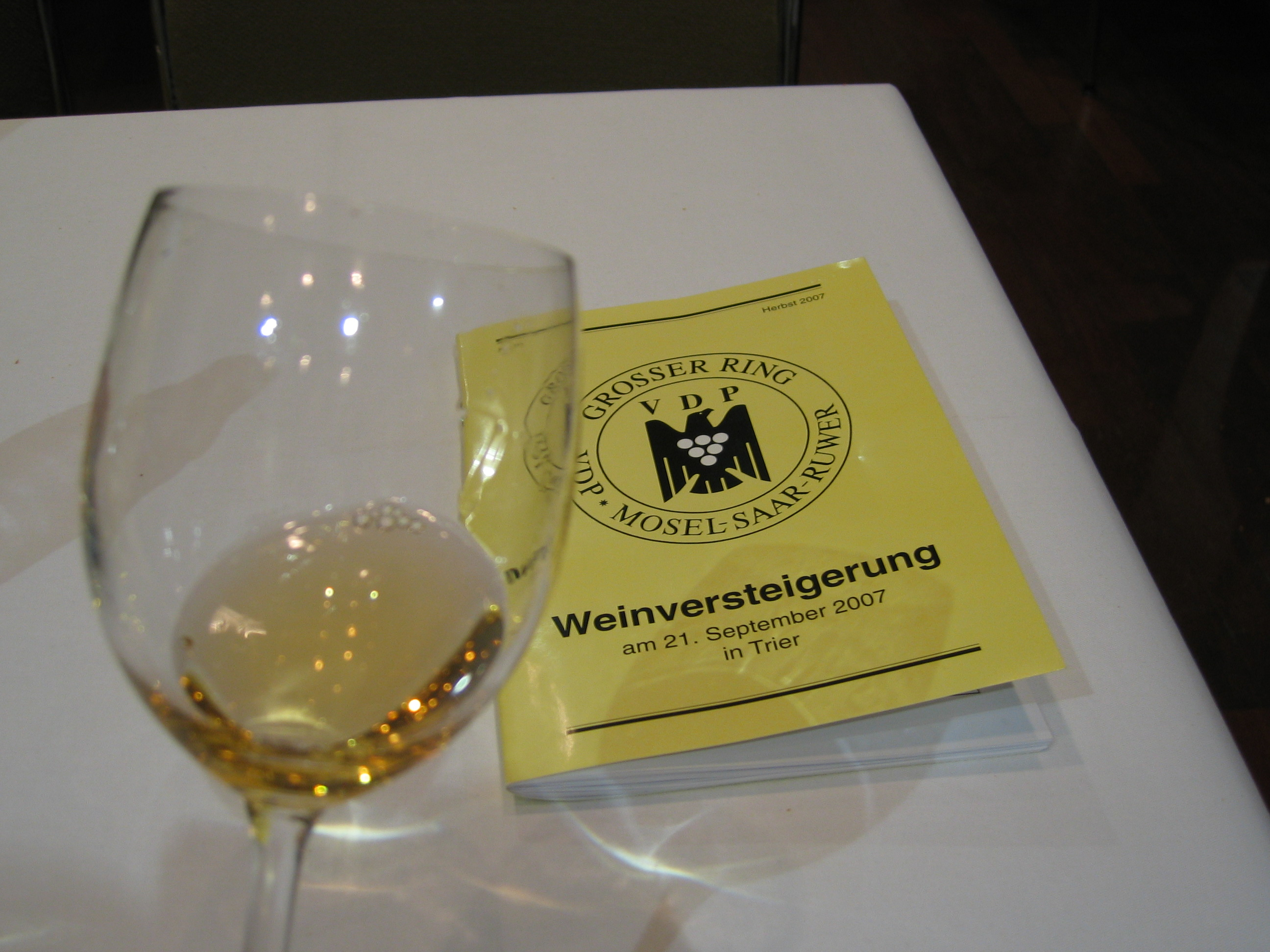
Verkostung einer Trockenbeerenauslese auf der traditionellen jährlichen Weinauktion des VDP in Trier.

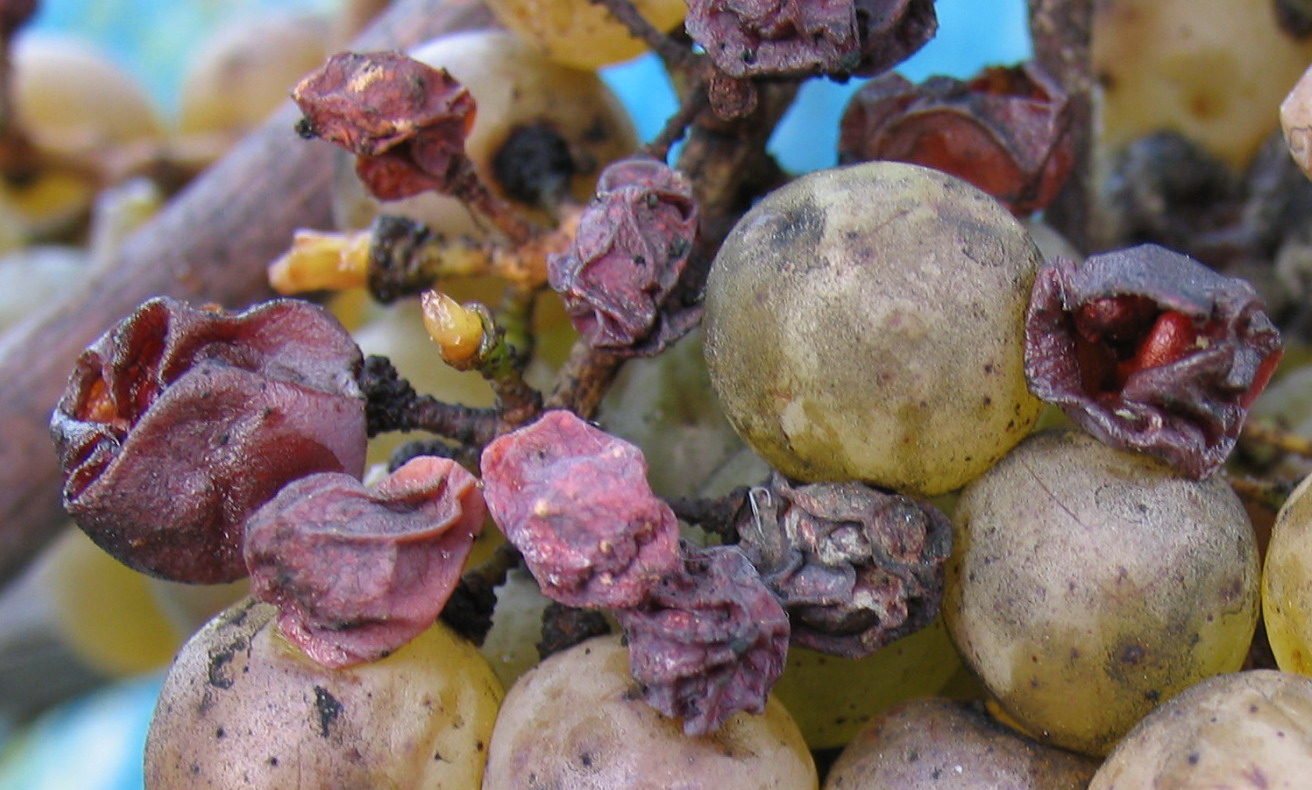
Aus edelfaulen Weinbeeren werden kostbare Trockenbeerenauslesen hergestellt.

Trockenbeerenauslese (kurz: TBA) ist ein Prädikat für Qualitätsweine. Mittlerweile heißen sie offiziell Prädikatsweine. Sie ist die höchste Wein-Qualitätsstufe der Prädikatsweine.

## Weinlese
Eine Trockenbeerenauslese wird aus Trauben gekeltert, die an der Rebe von Grauschimmelfäule (Botrytis cinerea) befallen wurden. Der Pilz ruft im Herbst besonders bei Nebel und feuchtwarmem Wetter die so genannte Edelfäule hervor. Durch den Pilzbefall werden die Beerenhäute perforiert, so dass sie austrocknen können, wodurch der Zucker durch Wasserverdunstung infolge der Sonneneinstrahlung auf natürliche Weise stark konzentriert wird. Die ganzen oder teilweisen Trauben verbleiben so lange am Rebstock, bis sie nahezu zu Rosinen eingetrocknet sind.
Traditionell werden in Deutschland die einzelnen Beeren von Hand ausgelesen, in der Praxis ist jedoch nur ein Mostgewicht von mindestens 150° Oechsle für das Erreichen des Prädikats ausschlaggebend. Besonders starker Botrytisbefall, lange Reifezeit und günstige Bedingungen können das namensgebende Auslesen oder Ausbrechen der Beeren mitunter fast überflüssig machen. Daher stammt auch die Bezeichnung „Ausbruch“ für Trockenbeerenauslesen.
Die Beeren liefern dann winzige Mengen eines in Deutschland einzigartigen, meist alkoholarmen Elixiers mit oft nur 5–8 % Alkohol und großen Mengen an unvergorenem traubeneigenen Zucker und einer brillanten Säure. Weil die Hefen aber erst bei einem hohen Alkoholgehalt völlig absterben, gibt es in seltenen Fällen auch hochprozentige Trockenbeerenauslesen. Gute Trockenbeerenauslesen sind meist bernsteinfarben; ihre Haltbarkeit liegt aufgrund des extrem hohen Anteils an Feststoffen, adäquate Lagerungsbedingungen vorausgesetzt, bei 100 Jahren und mehr.

## In Österreich
In Österreich müssen Trockenbeerenauslesen die Bedingungen für Prädikatsweine erfüllen und aus edelfaulen Beeren stammen, mit einer Mindestanforderung von 156° Oechsle/30° KMW. Besonders bekannt sind Trockenbeerenauslesen vom Neusiedler See.